# ليلي فروست
ليلي فروست هي كاتبة غنائية ومغنية كندية، ولدت في القرن العشرين في مونتريال في كندا.

## وصلات خارجية
- الموقع الرسمي
- ليلي فروست على موقع ميوزك برينز (الإنجليزية)
- ليلي فروست على موقع أول ميوزيك (الإنجليزية)
- ليلي فروست على موقع ديسكوغز (الإنجليزية)